# К-3 (1940)
К-3 — советская крейсерская дизель-электрическая подводная лодка времён Великой Отечественной войны, третий корабль серии XIV типа «Крейсерская».

## История строительства
К-3 была заложена 27 декабря 1936 года на заводе № 194 «Им. А. Марти» в Ленинграде под заводским номером 453. Спуск на воду состоялся 31 июля 1938 года, К-3 включили в состав 13-го дивизиона учебной бригады подводных лодок Балтийского флота. 27 ноября 1940 года лодка вошла в строй.

## История службы
26 мая 1940 года К-3 вошла в состав Краснознамённого Балтийского флота, бессменным командиром лодки на всём протяжении её службы был капитан 3-го ранга Кузьма Иванович Малофеев. Великую Отечественную войну корабль встретил в составе Учебной бригады подводных лодок Балтийского флота за учебно-боевой подготовкой.
26 июля 1941 года К-3 совершила выход на минную постановку. Судя по приборам постановка была осуществлена успешно, однако из-за неисправности минно-сбрасывающего устройства люки открылись не полностью, и все мины остались внутри цистерны. По возвращении на базу лодка была подготовлена к переходу Беломоро-Балтийским каналом на Северный флот и 8 сентября прибыла в Молотовск, 17 сентября вошла в состав 1-го дивизиона Бригады подводных лодок Северного флота.
3 декабря 1941 года провела уникальный артиллерийский бой с преследующими её кораблями в надводном положении. Во время безуспешной атаки немецкого транспорта «Альткирх» (нем. Altkirch) на выходе из пролива Бустад-сунд, была контратакована противолодочными кораблями UJ-1708, UJ-1416 и UJ-1403, представлявшими собой вооружённые сейнеры. По точности глубинного бомбометания, командир подводной лодки Малофеев К. И. и обеспечивающий командир (командир первого дивизиона бригады подводных лодок) капитан 2 ранга М. И. Гаджиев) сделали вывод о её обнаружении. Они приняли решение всплыть и атаковать противника пушечным огнём. Артиллерийская дуэль продолжалась 7 минут. За это время К-3 выпустила 39 100-мм и 47 45-мм снарядов. В результате Uj 1403 прекратил преследование лодки из-за неполадок с двигателями, UJ-1708 взорвался и затонул (погибло 50 моряков), а UJ-1416 был повреждён и вышел из боя. Лодка успешно возвратилась в Полярный.
Лодка совершила 10 боевых походов общей продолжительностью 123 суток, совершила пять торпедных атак, выпустила 24 торпеды, потопила противолодочный корвет UJ-1108 и повредила транспорт «Fechenheim» (8 116 брт, выбросился на берег). Совершила одну минную постановку, выставила 20 мин. На выставленных минах по проверенным послевоенным данным погибло норвежское судно «Ingoy» (327 брт).
Пропала без вести в марте 1943 года, предположительно потоплена 21 марта в районе мыса Нордкап глубинными бомбами противолодочных кораблей UJ-1102, UJ-1106, UJ-1111. 68 погибших (весь экипаж).
Однако 28 марта в пределах позиции К-3 очередной шедший в Киркенес конвой подвергся новому нападению, в ходе которого немцами было зафиксировано прохождение 3-х торпед. Вражеские сторожевики ничего не обнаружили и сбросили 19 глубинных бомб для срыва повторной атаки.

## Командиры
- 1939—1941: В. Н. Корсак
- 1941—1943: К. И. Малофеев